# Малышево (Галичский район)
Малышево — деревня в составе Дмитриевского сельского поселения Галичского района Костромской области России.

## География
Деревня расположена на берегу речки Тора.

## История
Согласно Спискам населенных мест Российской империи в 1872 году деревня относилась к 2 стану Галичского уезда Костромской губернии. В ней числилось 20 дворов, проживало 75 мужчин и 76 женщин.
Согласно переписи населения 1897 года в деревне проживало 204 человека (86 мужчин и 118 женщин).
Согласно Списку населенных мест Костромской губернии в 1907 году деревня относилось к Фоминской казённой волости Галичского уезда Костромской губернии. По сведениям волостного правления за 1907 год в ней числилось 50 крестьянских дворов и 278 жителей. В деревне имелся замшевый завод. Основными занятиями жителей деревни были малярный и кожевенный промыслы.
До муниципальной реформы 2010 года деревня также входила в состав Дмитриевского сельского поселения.